# Musa Bedewi
Musa Bedewi (20 ottobre 1970) è un ex calciatore ed ex giocatore di calcio a 5 saudita.

## Carriera

### Calcio
Con la selezione saudita ha partecipato al Campionato mondiale di calcio Under-17 svoltosi in Canada nel 1987 disputando tutti e tre gli incontri in cui scese in campo la sua nazionale, e nello stesso anno anche al Campionato mondiale di calcio Under-20 svoltosi in Cile, giocando due delle tre partite disputate dai sauditi.

### Calcio a 5
La parentesi del calcio a 5 è culminata con la partecipazione, con la nazionale saudita, al FIFA Futsal World Championship 1989 in cui la selezione mediorientale è stata eliminata nel girone del primo turno comprendente Brasile, Ungheria e Spagna.